# Bipa
La bipa es un instrumento de cuerda pulsada de China, es tipo laúd con forma de pera, y se encuentra relacionado con la pipa china, el đàn tỳ bà vietnamita y el biwa japonés. Algunos intentos de revivirlo han sido infructuosos ya que no existen músicos profesionales que sepan ejecutarlo.
En el pasado existían dos tipos de bipa: la hyang-bipa y la dang-bipa. La primera era nativa de Corea, mientras que la segunda fue importada durante la dinastía Tang.